# Guido Bigarelli

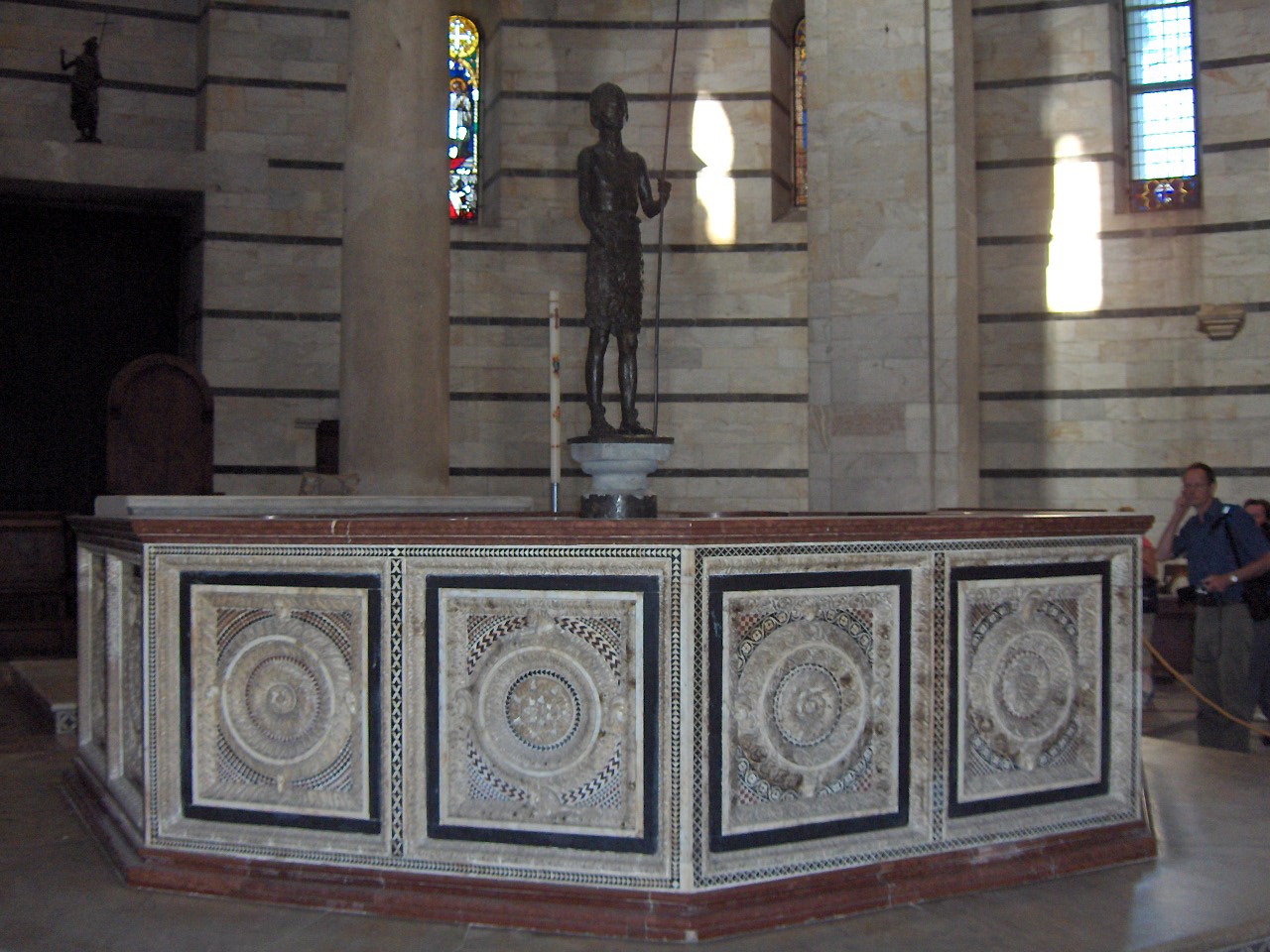
Fonte battesimale del Battistero di Pisa

Guido di Bonagiunta Bigarelli, detto Guido da Como (Arogno, 1220 circa – 1257), è stato uno scultore italiano.

## Biografia
Proveniva da una famiglia di scultori e architetti di Arogno nell'attuale Canton Ticino, attivi in particolar modo in Toscana e Trentino: il padre Bonagiunta Bigarelli era molto probabilmente fratello di Lanfranco da Como, entrambi attivi già dagli anni venti del Duecento a Pistoia.
Guido realizzò nel 1246 il fonte battesimale ottagonale (firmato e datato) al centro del Battistero di Pisa, nel quale l'artista mise in evidenza decorazioni con motivi classici a rilievo e a tarsia, riconducibili alla scuola toscana.

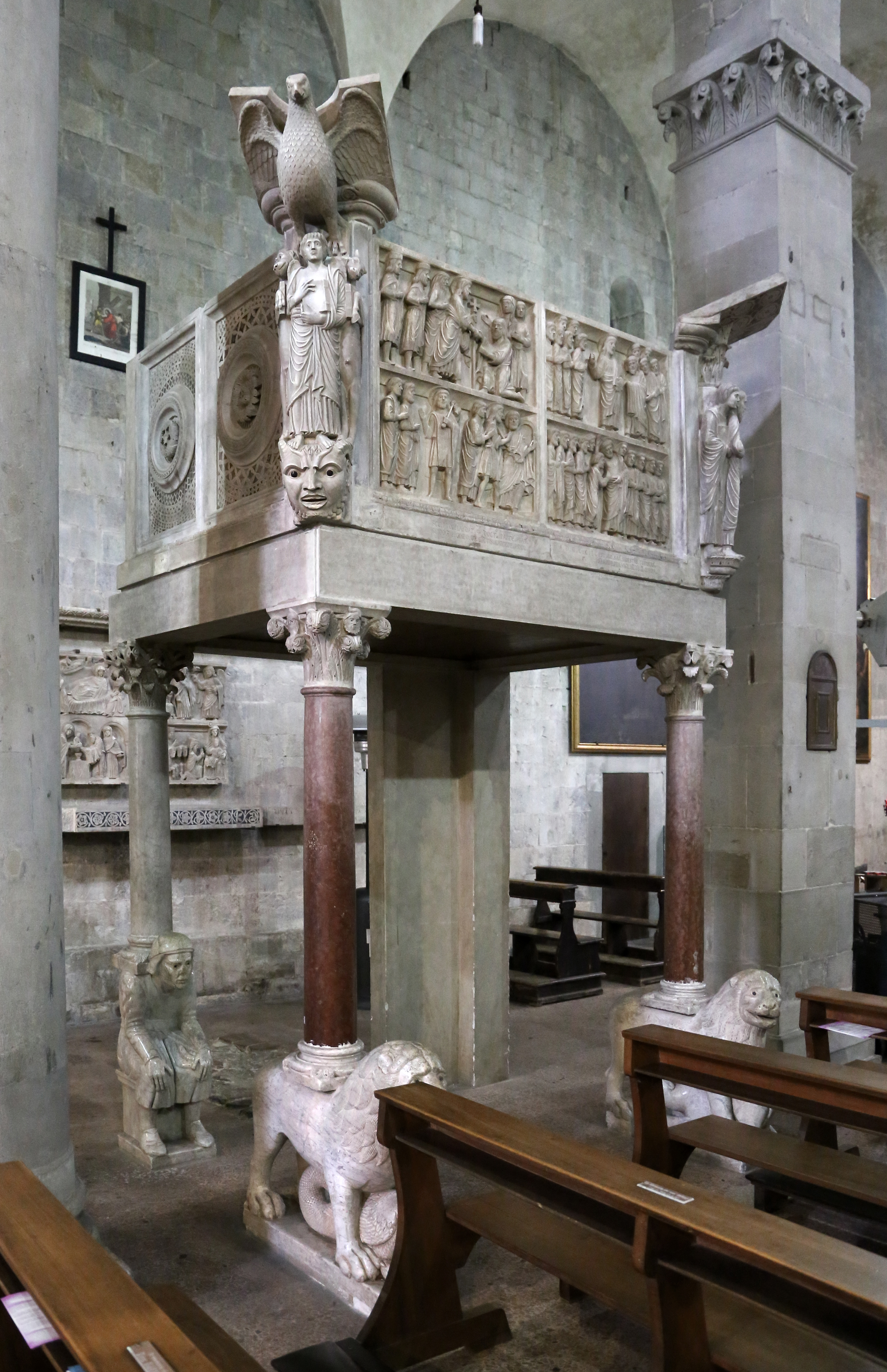
Pergamo della chiesa di San Bartolomeo in Pantano

Nel 1250 a Pistoia scolpì il pergamo (datato e firmato) nella chiesa di San Bartolomeo in Pantano. 

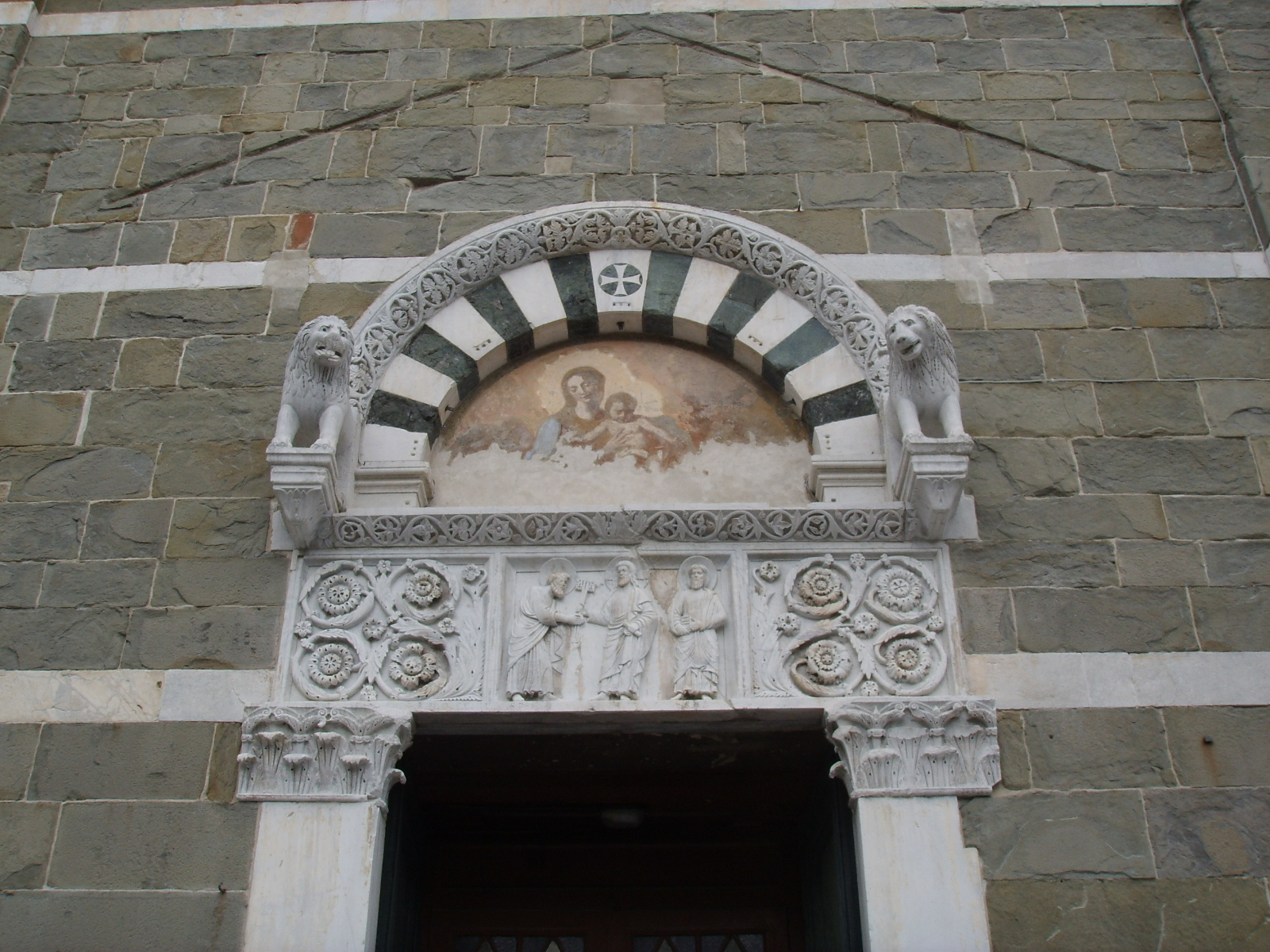
Il portale della chiesa di San Pietro Somaldi

Guido è documentato nel 1252 a Pistoia, dove, con i suoi allievi Luca e Giannino, è attivo in Duomo per restauri.
Sono probabilmente da ascrivere a lui e alla sua bottega altre opere:
- parte delle sculture che decorano la facciata del Duomo di Lucca, in particolare l'architrave del portale maggiore e i due simboli degli evangelisti ai lati del portale in alto;
- quattro Storie dell'infanzia di Cristo e alcuni frammenti decorativi a motivi vegetali intarsiati (datati 1239), oggi sistemati contro la parete sinistra della chiesa di San Bartolomeo in Pantano a Pistoia;
- alcuni plutei del Sant'Andrea di Pistoia;
- il San Michele ad altorilievo, già sul frontone dell'oratorio di San Giuseppe di Pistoia e ora al Museo Diocesano;
- l'architrave con la Traditio clavium nella chiesa di San Pietro Somaldi a Lucca;
- il Tetramorfo, ora nel Museo di San Matteo di Pisa;
- diversi capitelli all'interno del battistero di Pisa;
- il fonte battesimale e il pulpito in marmo rosa del Duomo di Barga (forse da assegnare a Guidetto da Como).